# Judíos para Jesús

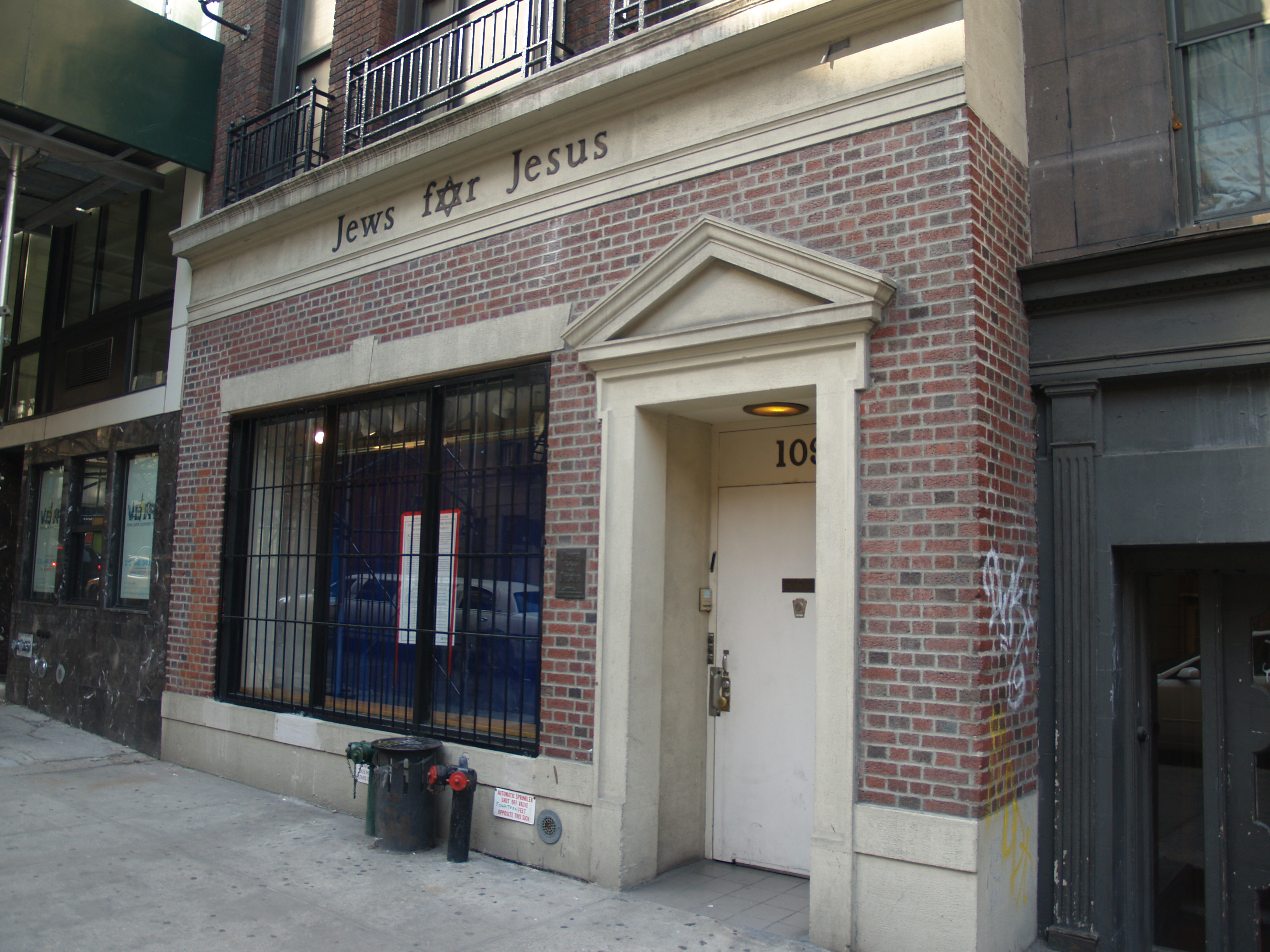
La sede central de Judíos para Jesús, en Nueva York.

Judíos para Jesús (en inglés: Jews for Jesus) es un grupo judío mesiánico que cree que Jesús de Nazaret es el Mesías prometido del Pueblo de Israel. La organización "Judíos para Jesús" fue creada por Moishe Rosen en San Francisco, en 1973. David Brickner es el líder actual de la organización desde 1996. Como todos los otros grupos que forman parte del judaísmo mesiánico, estos judíos comparten todas las creencias básicas del cristianismo evangélico, aunque sin abandonar la tradición judía, y están convencidos de que el Pueblo de Israel (Am Isroel) sigue siendo el Pueblo de la Alianza.